# Daniel Lipšic
Daniel Lipšic, né le 8 juillet 1973 à Bratislava, est un homme politique slovaque, membre du Mouvement chrétien-démocrate (KDH) puis de NOVA à partir de 2012.

## Biographie
Après avoir passé avec succès sa licence de droit à l'université Comenius de Bratislava en 1996, il y obtient un doctorat l'année suivante, puis poursuit ses études à l'université Harvard entre 1998 et 2000. Il devient procureur en 1997, puis avocat en 1998.

### Carrière politique
Élu, en 2000, vice-président du KDH pour la Politique intérieure, il est nommé, le 16 octobre 2002, vice-président du gouvernement et ministre de la Justice dans la seconde coalition de Mikuláš Dzurinda. Il démissionne le 4 février 2006, à la suite du retrait de son parti du gouvernement. Il est élu, quelques mois plus tard, député au Conseil national, où il intègre la commission des Affaires constitutionnelles, et abandonne sa vice-présidence du KDH.
En 2007, il est à nouveau désigné vice-président du KDH pour la Politique interne, mais change de responsabilités en 2009, devenant responsable de l'Intérieur et de la Justice. Après la formation d'un nouveau gouvernement de centre droit par Iveta Radičová le 8 juillet 2010, il est nommé ministre de l'Intérieur.
Il est remplacé, le 4 avril 2012, par Robert Kaliňák.

### Reprise de sa carrière d'avocat
Il devient l'une des figures de la lutte anticorruption. En 2020, Daniel Lipšic est l'avocat de la famille Kucias lors du "Procès du siècle", le procès des responsables présumés (commanditaire, exécutants et intermédiaires) de l'Assassinat de Ján Kuciak, un double-assassinat du journaliste d'investigation Ján Kuciak et de sa fiancée Martina Kušnírová, en raison des enquêtes de Kuciak à propos entre-autres du réseau de corruption et d'influence de l'homme d'affaires véreux et mafieux Marian Kocner, qui avait provoqué les plus grandes manifestations de l'Histoire de la Slovaquie depuis la Révolution de Velours et la chute du Gouvernement Fico III. Marian Kocner étant accusé d'avoir commandité le meurtre de Kuciak. Or, il semblerait que Kocner considérait Lipšic également comme un ennemi, et aurait peut-être déjà envisagé de le faire assassiner aussi.